# Louis d'Étampes
Pour les articles homonymes, voir Louis d'Évreux (homonymie).
Louis d'Évreux (1336 - 1400), comte d'Étampes, plus connu sous le nom de Louis d'Étampes, est un prince français de la seconde moitié du XIVe siècle.

## Biographie

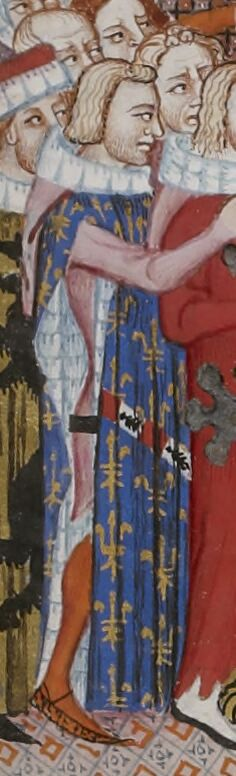
Louis d'Évreux au couronnement de Charles V en 1364 (enluminure des Grandes Chroniques de France).

Prince capétien, arrière-petit-fils du roi Philippe III le Hardi, il est le fils aîné du comte Charles d'Évreux, pair de France, et de son épouse Marie de la Cerda, issue de la branche aînée de la famille royale de Castille mais dépossédée du trône. Pair de France au titre de son comté d'Étampes, il est aussi seigneur de Gien, Biscaye, Dourdan, Lunel, Gallardon et Aubigny.
Il est l'un des quatre princes du sang donnés comme otages pour garantir le traité de Brétigny en 1360. Louis d'Étampes est pourtant fidèle au roi Charles V qui, a son avènement, lui donne la seigneurie de Lunel le 20 avril 1364. Le monarque le garde en son conseil jusqu'à sa mort en 1380. En 1367, Louis est envoyé en ambassade auprès du pape Urbain V à Avignon pour le détourner de son projet de retourner à Rome.
Le roi Charles V le choisit en outre comme « chef parrain » de son second fils, Louis, futur duc d'Orléans. En 1377 et 1378, Louis d'Étampes subit une courte disgrâce et réside à Étampes ou à Dourdan. Peu après, le roi le charge à plusieurs reprises de négocier la paix ou une trêve avec son cousin, Charles le Mauvais, roi de Navarre.
En 1358, Louis épouse Jeanne de Brienne, fille de Raoul Ier de Brienne, connétable de France, comte d'Eu et de Guînes, et de Jeanne de Mello. Ils n'ont pas d'enfant. Louis d'Étampes meurt d'apoplexie, dînant avec son cousin, le duc Jean de Berry, en l'hôtel de Nesle à Paris le 6 mai 1400.